# Thu hải đường Ba Tai
Thu hải đường Ba Tai (danh pháp: Begonia bataiensis) là một loài thực vật có hoa trong họ Thu hải đường. Loài này được Kiew mô tả khoa học đầu tiên năm 2005.